# Heinrich Poos

Heinrich Poos bei der Arbeit

Heinrich Poos (* 25. Dezember 1928 in Seibersbach; † 19. August 2020 ebenda) war ein deutscher Komponist, Musikwissenschaftler und Musikschriftsteller.

## Leben
Heinrich Poos wurde in einem evangelischen Pfarrhaus geboren und wuchs dort auf. Nach dem kirchenmusikalischen C-Examen (Oldenburg 1946) und dem Abitur (Potsdam 1948) studierte er ab 1948 an der Berliner Kirchenmusikschule (1954 Staatsexamen) und ab 1954 an der Hochschule für Musik Komposition (bei Ernst Pepping) und Dirigieren.
Von 1959 bis 1963 studierte er Musikwissenschaft, Philosophie und Theologie an der Freien Universität Berlin mit Promotion zum Dr. phil. 1964. Von 1955 bis 1970 war er als Kantor und Organist in Berlin tätig. Ab 1965 erhielt er einen Lehrauftrag für Musiktheorie an der TU Berlin. Von 1971 bis 1994 lehrte er als Professor an der Hochschule der Künste in Berlin.
Ab 1985 übernahm er Gastprofessuren und Lehraufträge an der Universität Frankfurt/Main. Heinrich Poos lebte zuletzt in Berlin und Seibersbach.

## Werke

### Kompositionen (Auswahl; erschienen, soweit nicht angegeben, bei Schott International)
- Suite nach Texten von Bertolt Brecht, S., Bar., Instrumente (1956, Manuskript)
- Du bist aller Quellen Quelle (3 Motetten), gem. Chor (1957, Merseburger)
- Tedeum, gem. Chor (1959, Merseburger)
- Nimm von uns Herr, du treuer Gott, Partita für Fl. und Org. (1965, Hänssler, jetzt Carus)
- Herr Christ, der einig Gotts, Partita für S., Fl. und Orgel (1965, Hänssler, jetzt Carus)
- Von der Heiligen Dreifaltigkeit (Triptychon), gemischter Chor (1961/62, Merseburger)
- Deutsche Messe, gemischter Chor (1965, Hänssler, jetzt Carus)
- Drei Madrigale (Ernst Pepping zum 12. September 1966)
- Ein Jegliches hat seine Zeit, S., Männerstimmen, Sprecher, Orch. (1971/72, rev. 1976)
- Magnificat, S., gem. Chor (1972)
- Totenklage um Samogonski, Männerstimmen, Sprecher (1972)
- Des Antonius von Padua Fischpredigt, gem. Chor, Instrumente (1974)
- Drei lateinische Gesänge, Männerstimmen (1974, Tonger)
- Nacht und Träume (3 Gedichte von Clemens Brentano), Frauenstimmen, Kl. (1975)
- Sechs Gedichte von Theodor Storm, Männerstimmen, Kl. (1975, rev. 2004)
- Mit Stimm und Saiten (Kantate nach dem Concerto grosso op. 6, Nr. 4 von Arcangelo Corelli), Bar., Männerstimmen, Streicher, Cemb. (Kl.) (1976, Breitkopf)
- Emblemata (Sinfonische Kantate), S., T., gem. Chor, Sprecher, Orch., Tonband (1976–80, Manuskript)
- Dona nobis pacem, gem. Chor (1977, rev. 1996)
- Pock, de singt so schön (5 Lieder nach Gedichten von Klaus Groth), Frauenstimmen, Kl. (1978, Tonger)
- Zeichen am Weg, Männerstimmen, Kl. 4-hd. (1978, rev. gem. Chor 1999)
- Das Weltgericht, Männerstimmen (1980)
- Es ist ein Gesang in meinen Sommer gefallen, Frauenstimmen, 2 Hr., Harfe (Kl.) (1980)
- Ave Maria, S., gem. Chor, Orgel (1981)
- Pater noster, Bar., gem. Chor, Orgel (1981, rev. ohne Bar. Solo 2012)
- Pax et Bonum (Triptychon), Bar, gem. Chor, Instrumente (1981, rev. 1999)
- Viatoris Carmen (Kantate nach dem Kanon von Johann Pachelbel auf eine Dichtung von Gottschalk von Fulda), Männerstimmen, Instrumente/Orchester (1982, rev. für gem. Chor 2013, Tonger)
- Sphragis (Orphei commemoratio), gem. Chor (1983)
- Von Zeit und Ewigkeit, Männerstimmen, Sprecher, Instrumente, Tonband (1983, rev. für gem. Chor ohne Tonband 2003, Tonger)
- Nachklänge (Zyklus nach Gedichten von Joseph von Eichendorff), gem. Chor (1984–89)
- Gloria Patri, gem. Chor, Orgel (1988)
- Metamorphosen einer Motette von Antonio Lotti, gem. Chor, Orgel, Pk. (1990–91, Tonger)
- Hypostasis vel Somnium Jacob, gem. Chor (1992)
- Nunc dimittis, gem. Chor (1997)
- Epistolae (Symphonia sacra), gem. Chor (1997–99)
- Orpheus (Fantasien), gem. Chor, Sprecher, Instrumente (2001–07)
- Was hast du gesehen, Wanderer? (12 Gedichte von Bertolt Brecht), gem. Chor, Kl. (2006)
- Legende von der Entstehung des Buches Taoteking auf dem Weg des Laotse in die Emigration (Brecht), gem. Chor, Kl. (2008)
- Aprèslude (Chopin-Meditationen nach den Préludes op. 28), gem. Chor, Kl. (2010)
- Benedictus Dominus, gem. Chor (2010)
- Vier Liebeslieder (Brecht), gem. Chor, Kl. (2011)
- Abgesang (3 Gedichte von Bertolt Brecht), gem. Chor, Kl. (2012)
- Cantica (3 neutestamentliche Psalmen) gem. Chor (2014)
- Auferstehn (Klopstock), gem. Chor (2014)
- Crux amoris, Frauenstimmen, Harfe (2014, Tonger)
- Missa Carminum, gem. Chor, Instrumente (2014, Orgelfassung 2015)
- Epistolae, gem. Chor und Orgel (2015)
- Drei Schlaf- und Wiegenlieder, 4-stimmigen Frauenchor (2015)
- Das Stundenbuch (Fragmente einer großen Konfession), gem. Chor, Solo, Orgel, Violoncello und Kontrabass (2017)
- Bunte Steine (14 Arten ein Chorlied zu schreiben), mit und ohne Begleitung von Klavier, Cello und Kontrabass

### Schriften (Auswahl)
- Bibliographie Hans Heinz Stuckenschmidt, in: Aspekte der Neuen Musik, Hrsg. von Wolfgang Burde, (Kassel 1968, Bärenreiter)
- Ausgewählte Schriften. Hrsg. von Andreas Dorschel, Thomas Gerlich und Ute Ringhandt, Tutzing: 2012 (Frankfurter Beiträge zur Musikwissenschaft, Bd. 36).

### Editionen (Auswahl)
- Chormusik und Analyse. Beiträge zur Formanalyse und Interpretation mehrstimmiger Vokalmusik, 2 Teile in je 2 Bänden, Mainz: 1983 und 1997
- Kunst als Antithese. Karl-Hofer-Symposion 1988 der Hochschule der Künste Berlin, Berlin: 1990
- Carl Philipp Emanuel Bach. Beiträge zu Leben und Werk, Mainz: 1993

### Bearbeitungen (Auswahl)
- Johannes Brahms, Ein deutsches Requiem op. 45, Einrichtung für Soli, Chor, 2 Klaviere (Breitkopf, o. J.)
- J. S. Bach, Choralgesänge, 2 Bd. (Merseburger, 2000)

## Auszeichnungen
- 1962: Förderpreis für junge Komponisten ernster Musik (Stuttgart)
- 1983: Kompositionspreis des Concorso Internazionale Guido Arezzo, Italien
- 1987: Bundesverdienstkreuz am Bande
- 1991: Kompositionspreis der Arbeitsgemeinschaft Europäischer Chorverbände (AGEC)
- 1999: Peter-Cornelius-Plakette des Landes Rheinland-Pfalz
- 2013: Geschwister-Mendelssohn-Medaille